# Oyo Sotto
Vittorio Mari Bonnevie Sotto (nacido el 12 de enero de 1984, Manila), también conocido como Oyo Boy u Oyo Sotto, es un actor filipino. Es el hijo del actor, cantante y comediante Vic Sotto y de la actriz Dina Bonnevie, además es sobrino del senador Tito Sotto y hermano menor de la actriz Danica Sotto y primo del actor ya fallecido Miko Sotto.

## Vida personal
El 12 de enero de 2011, se casó con la actriz Kristine Hermosa y ambos tienen tres hijos. Uno de ellos es su hijo adoptivo llamado, Kristian Daniel o Kiel, nacido el 16 de agosto de 2008,  su hija biológica llamada, Ondrea Bliss, nacida el 26 de diciembre de 2011 y el último hijo llamado, Kaleb Hanns, nacido el 12 de octubre de 2014. 

## Filmografía

### Televisión
| Television | Television                                                  | Television      | Television  |
| ---------- | ----------------------------------------------------------- | --------------- | ----------- |
| Año        | Título                                                      | Personaje       | Canal       |
| 1987       | Okay Ka Fairy Ko                                            | Benok           | IBC 13      |
| 1987       | Lovingly Yours                                              | Oyo             | GMA Network |
| 1988       | Coney Reyes on Camera                                       | Various         | RPN 9       |
| 1989       | Bedtime Stories                                             | Various         | GMA Network |
| 1993       | GMA Telecine Specials                                       | Various         | GMA Network |
| 2003       | Love to Love: Rich in Love                                  | Richmond        | GMA Network |
| 2003       | Walang Hanggan                                              | Basti           | GMA Network |
| 2004       | Ikaw Sa Puso Ko                                             | Anton           | GMA Network |
| 2004       | Leya, Ang Pinakamagandang Babae Sa Ilalim Ng Lupa           | Emman           | GMA Network |
| 2005       | Saang Sulok ng Langit                                       | Jake            | GMA Network |
| 2005       | Kung Mamahalin Mo Lang Ako                                  | Sig             | GMA Network |
| 2006       | Agawin Mo Man Ang Lahat                                     | Nicolas         | GMA Network |
| 2006       | Majika                                                      | Jamir           | GMA Network |
| 2006       | Pinakamamahal                                               | Martin Padua    | GMA Network |
| 2006       | Ang Mahiwagang Baul: Alamat ng Bahaghari                    | Anino           | GMA Network |
| 2007       | Makita Ka Lang Muli                                         | Roy             | GMA Network |
| 2007       | Your Song: Someone in the Dark                              | Aries           | ABS-CBN     |
| 2007       | Love Spell: Sweet Sixty                                     | Bong/Rogelio    | ABS-CBN     |
| 2007       | Komiks Presents: Pedro Penduko at ang mga Engkantao         | Josef           | ABS-CBN     |
| 2007       | Sineserye Presents: May Minamahal                           | Carlitos Tagle  | ABS-CBN     |
| 2007       | Maalaala Mo Kaya: Toga                                      | Roy             | ABS-CBN     |
| 2008       | Prinsesa ng Banyera                                         | Victor Abad     | ABS-CBN     |
| 2008– 2011 | Midnight DJ                                                 | Samboy          | TV5         |
| 2010       | Precious Hearts Romances Presents: Lumang Piso Para sa Puso | Dave Pangilinan | ABS-CBN     |
| 2011       | Carlo J. Caparas' Bangis                                    | Leon            | TV5         |
| 2012       | Valiente                                                    | Theo Braganza   | TV5         |
| 2013       | Vampire Ang Daddy Ko                                        | Vlad            | GMA Network |

### Películas
| Año  | Título                                                                  | Role               |
| ---- | ----------------------------------------------------------------------- | ------------------ |
| 2003 | Lastikman                                                               | Young Hilario      |
| 2003 | Pakners                                                                 | Peejee             |
| 2004 | Kuya                                                                    | Ferdie             |
| 2004 | Forever My Love                                                         | Troy               |
| 2004 | Enteng Kabisote: Okay ka, Fairy Ko: The Legend                          | Benok              |
| 2005 | Enteng Kabisote 2: Okay Ka Fairy Ko: The Legend Continues               | Benok              |
| 2006 | TxT                                                                     | Roman              |
| 2006 | Enteng Kabisote 3 : Okay ka, Fairy Ko: The Legend Goes On and On and On | Benok              |
| 2007 | Enteng Kabisote 4: Okay Ka, Fairy Ko: The Beginning of the Legend       | Benok              |
| 2008 | Iskul Bukol: 20 years After                                             | Yoyo               |
| 2009 | Ang Darling Kong Aswang                                                 | Police Midnight DJ |
| 2010 | Si Agimat at Si Enteng Kabisote                                         | Benok Kabisote     |
| 2011 | Enteng Ng Ina Mo                                                        | Benok Kabisote     |
| 2012 | Ben 10: Destroy All Aliens                                              |                    |
| 2012 | Si Agimat Si Enteng Kabisote at Si Ako                                  | Benok Kabisote     |
| 2013 | My Little Bossings                                                      |                    |